# Tkanka mięśniowa poprzecznie prążkowana typu sercowego

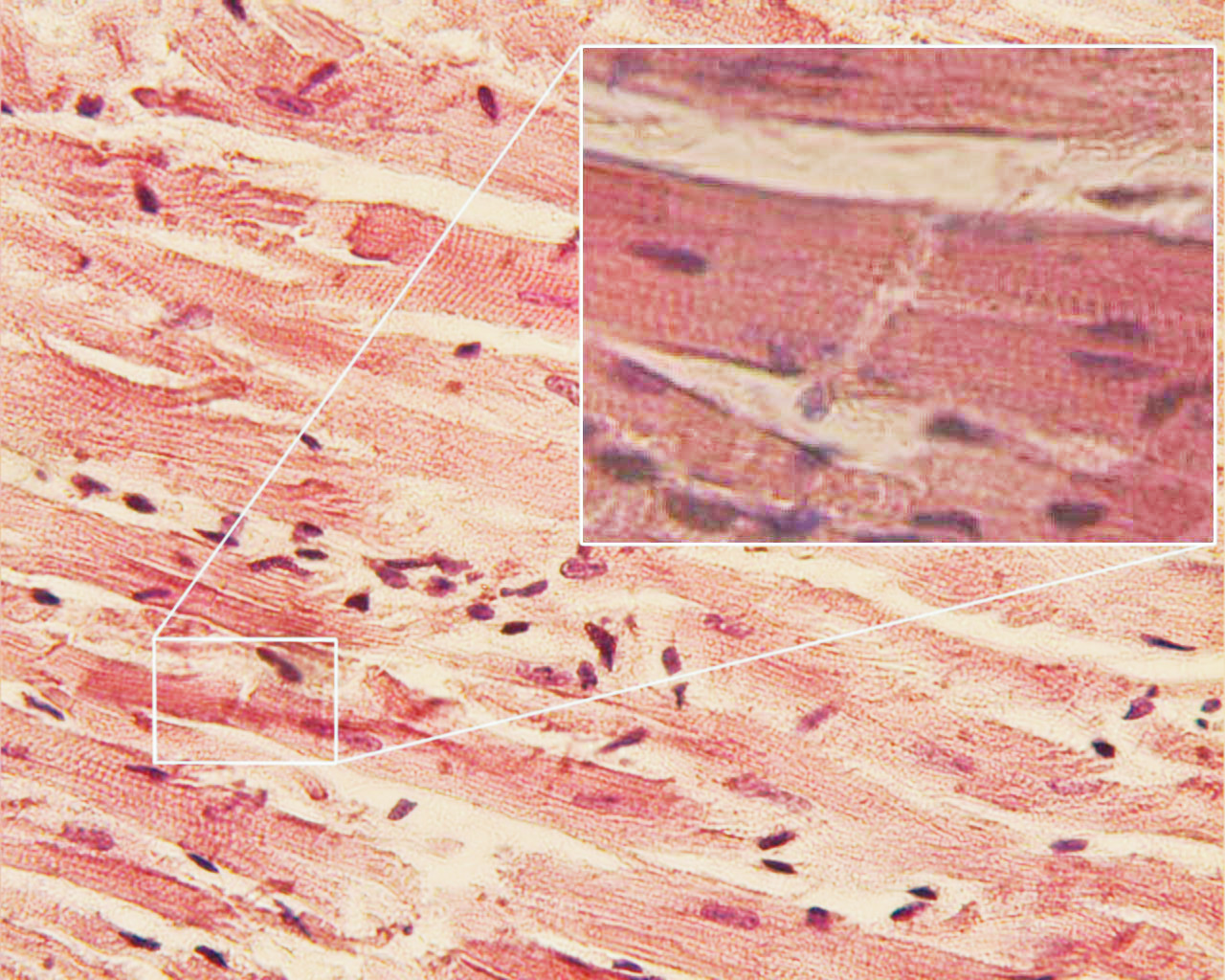
Preparat histologiczny mięśnia sercowego

Tkanka mięśniowa poprzecznie prążkowana typu sercowego – rodzaj tkanki mięśniowej występujący jedynie w sercu kręgowców.
Mięsień sercowy różni się od mięśnia poprzecznie prążkowanego typu szkieletowego tym, iż włókna w mięśniu sercowym są widlasto rozgałęzione zaś jądra komórkowe ułożone są centralnie, podczas gdy w mięśniu poprzecznie prążkowanym włókna są złączone, a jądra znajdują się na obrzeżach włókien. Komórki tkanki sercowej człowieka są jedno, rzadko dwujądrzystymi komórkami, które wykazują poprzeczne prążkowanie.
Tkanka ta pracuje zgodnie z zasadą „wszystko albo nic” – każdy impuls powoduje maksymalne napięcie wszystkich włókien mięśnia. Przewodzenie impulsów elektrycznych w mięśniu sercowym jest wolniejsze niż w mięśniach szkieletowych.
Jest to jedyny mięsień poprzecznie prążkowany, którego praca nie podlega woli (jednak pośrednio możemy wpływać na skurcze). Nie wnikając w szczegóły można uznać to za prawdę, jednak jest jeszcze kilka mniej ważnych mięśni, które także są niezależne od naszej woli:
- mięśnie ucha środkowego,
- mięsień kulszowo-jamisty,
- mięsień opuszkowo-gąbczasty,
- niektóre komórki mięśniowe mięśni oddechowych.